# Aurore Mimosa Munyangaju
Aurore Mimosa Munyangaju

Link zum Bild

Aurore Mimosa Munyangaju ist eine ruandische Unternehmerin und Politikerin. Sie war von November 2019 bis August 2024 Sportministerin Ruandas.

## Frühes Leben und Ausbildung
Als Kind begann Munyangaju Volleyball und Basketball zu spielen. Sie trat dem Basketballverein ihrer Schule bei und spielte auch in verschiedenen Vereinen in der Nationalliga. Munyangaju hat einen Master of Business Administration von der Universität Maastricht in den Niederlanden.

## Karriere
Bis 2019 war sie Geschäftsführerin der ruandischen Versicherungsfirma Sonarwa Life Company mit Sitz in Kigali. Sie war zudem Vorstandsmitglied des ruandischen Zweigs von New Faces New Voices (NFNV), einer panafrikanischen Gruppe von Frauen im Finanzsektor, sowie von COPEDU, einem von der Zentralbank Ruandas lizenzierten und in Ruanda tätigen Mikrofinanzinstitut. Zudem war sie stellvertretendes Vorstandsmitglied der Organization of Eastern and Southern Africa Insurers (OESAI, deutsch Organisation der Versicherer im östlichen und südlichen Afrika). Im November 2019 ernannte Präsident Paul Kagame sie zur ersten Sportministerin des Landes. Das Ministerium wurde neu vom Ministerium für Sport und Kultur (englisch Ministry of Sports and Culture, kurz MINISPOC) abgespalten. In ihrer Amtszeit wurde Ruanda 2021 Gastgeber der ersten Saison der Basketball Africa League, die aufgrund der COVID-19-Pandemie nicht mehr wie ursprünglich geplant auf mehrere Länder verteilt stattfinden sollte. Zwei Jahre später wurden in Kigali zudem die Basketball-Afrikameisterschaft der Frauen 2023 abgehalten. Im August 2024 wurde Richard Nyirishema, der ebenfalls früher in der ruandischen Basketballliga spielte, zum Nachfolger Munyangajus als Sportminister ernannt. Munyangaju wurde nach dem Beschluss einer am 18. Oktober 2024 im Dorf Urugwiro abgehaltenen Kabinettssitzung als Ruandas Botschafterin in Luxemburg vorgeschlagen.